# Peugeot 107
Peugeot 107 – samochód osobowy klasy aut najmniejszych produkowany przez francuską markę Peugeot we współpracy z Citroënem i Toyotą w latach 2005 - 2014.

## Historia modelu

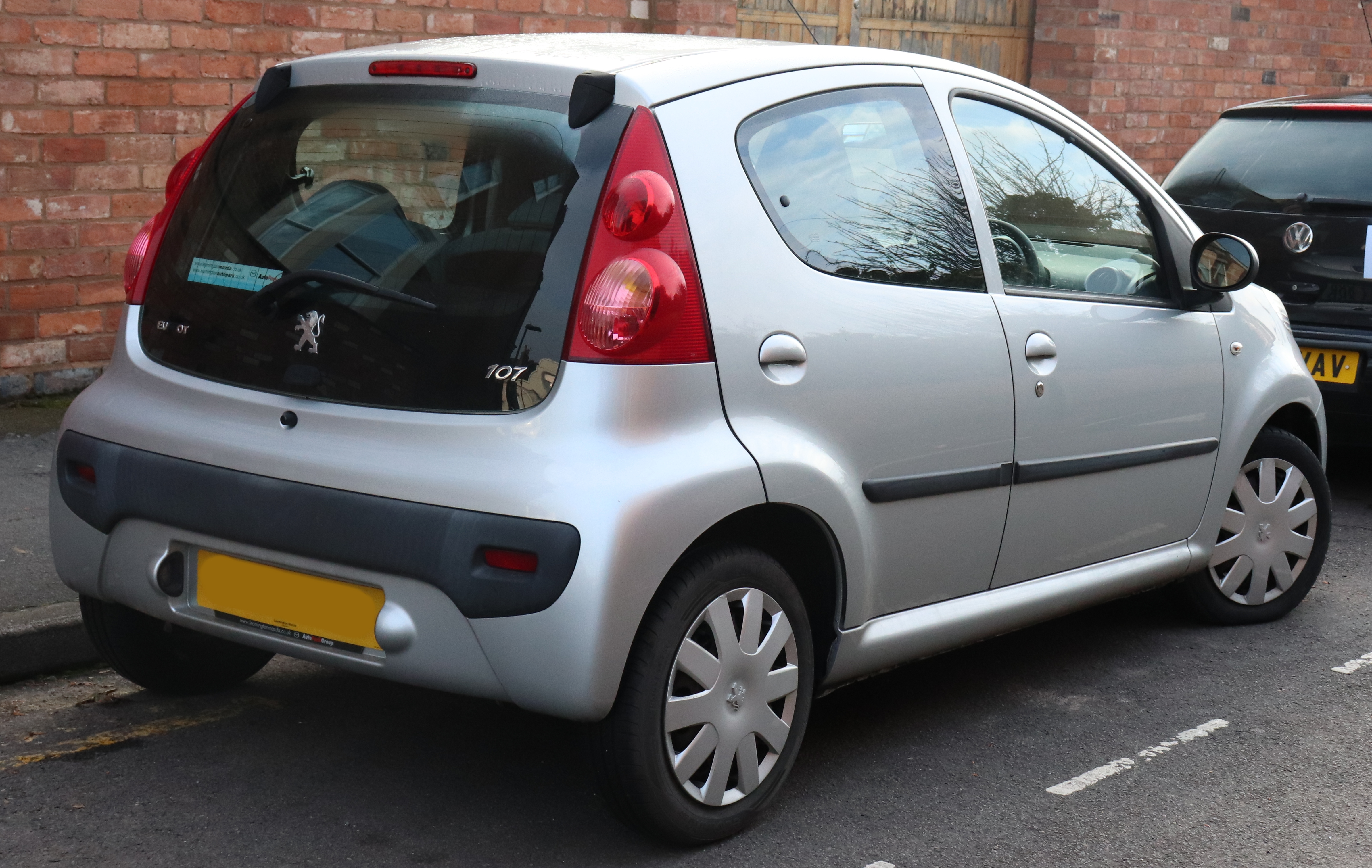
Peugeot 107 - tył

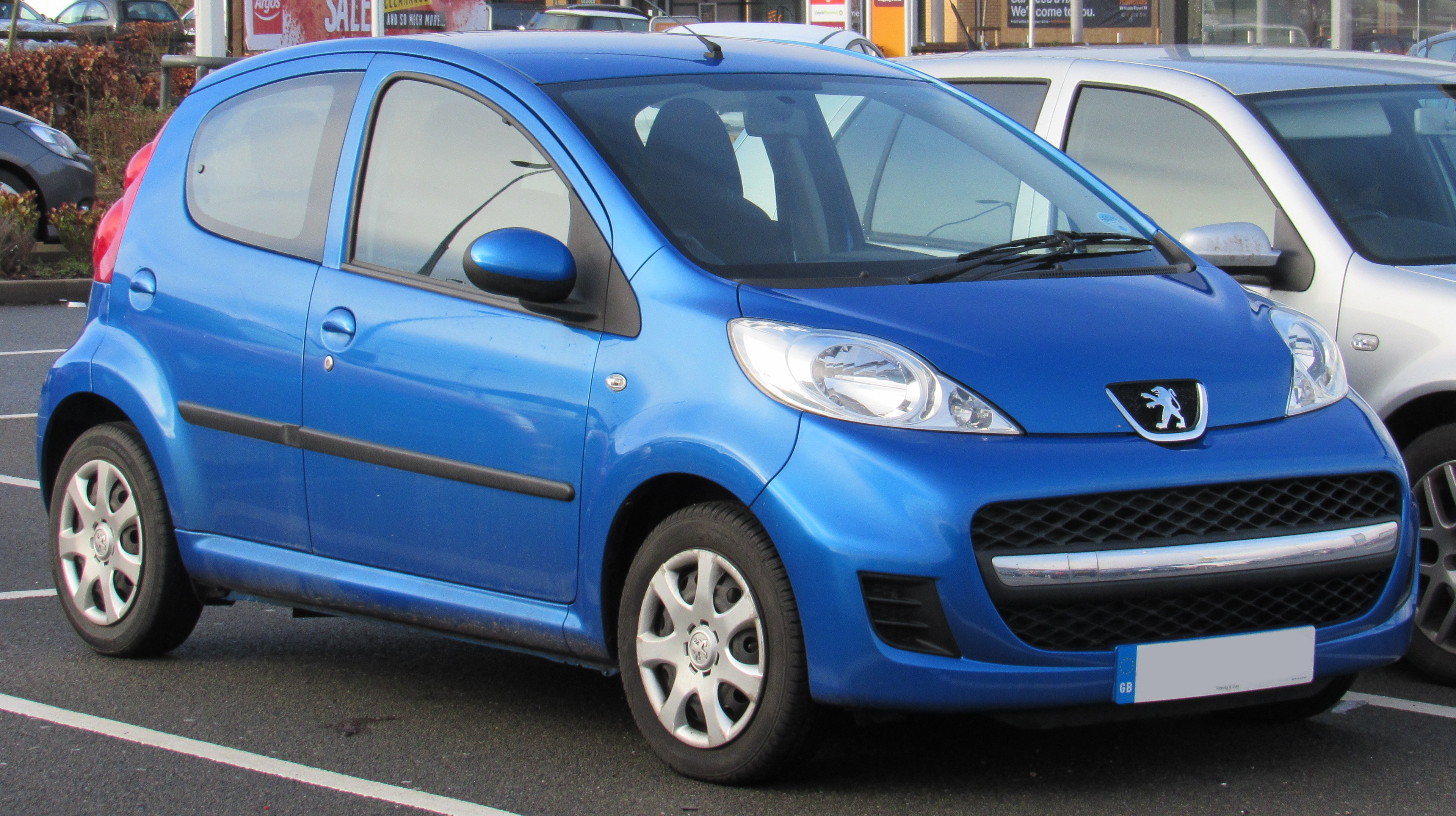
Peugeot 107 po pierwszym liftingu

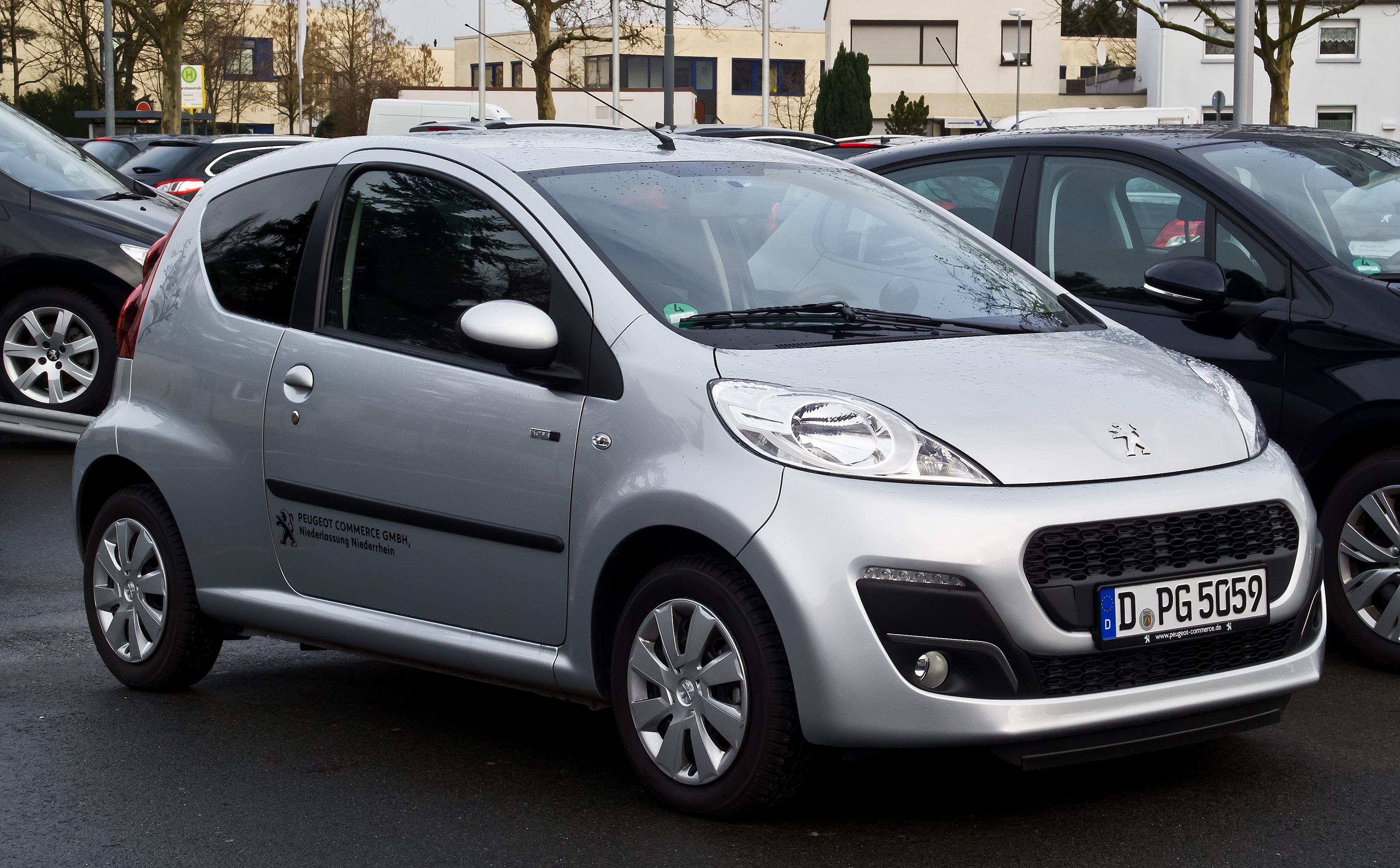
Peugeot 107 po drugim liftingu

W 2008 roku przeprowadzono facelifting polegający na modyfikacjach przodu i palety silnikowej. W 2012 roku auto przeszło drugi face lifting. W marcu 2014 roku zaprezentowano długo oczekiwanego następcę modelu 107, który jako jedyny z trzech bliźniaczych modeli przy okazji nowej generacji zmienił nazwę na 108. Produkcja modelu ruszyła w pierwszej połowie 2014 roku w miejscu, gdzie dotychczas powstawał francuski miejski model wraz z Citroenem C1 i Toyotą Aygo.

### Silniki
| Parametry                                   | Silnik                         | Silnik                                              |
| ------------------------------------------- | ------------------------------ | --------------------------------------------------- |
| Nazwa                                       | 1.0                            | 1.4 HDi                                             |
| Typ silnika                                 | benzyna /wtrysk wielopunktowy/ | silnik wysokoprężny z bezpośrednim wtryskiem paliwa |
| Pojemność silnika (cm³)                     | 998cm³                         | 1398cm³                                             |
| Moc (kW przy obr. na min.)                  | 50/6000 obr./min               | 40/4000 obr./min                                    |
| Moment obrotowy (Nm na min.[obr. /min])     | 93/3600 obr./min               | 130/1750 obr./min                                   |
| Paliwo                                      | 95 (Super)                     | Olej napędowy                                       |
| Prędkość maksymalna (km/h)                  | 157km/h                        | 154km/h                                             |
| Przyspieszenie 0-100km/h (w sekundach)      | 13,7s                          | 15,6s                                               |
| Zużycie paliwa w mieście (l/100km)          | 5,5l                           | 5,3l                                                |
| Zużycie paliwa na trasie (l/100km)          | 4,1l                           | 3,4l                                                |
| Zużycie paliwa w trybie mieszanym (l/100km) | 4,6l                           | 4,1l                                                |
| Masa własna/całkowita                       | 790kg/1250kg                   | 880kg/1340kg                                        |